# 樊友山
樊友山（1963年10月—），江西修水人，中华人民共和国政治人物，现任中华全国工商业联合会党组副书记、副主席，中国民间商会副会长。

## 生平
1986年8月毕业于长春光学精密机械学院光学工程系光学工艺及测试专业。
2016年12月，任全国工商联党组副书记、副主席，中国民间商会副会长。